# أندريا مولينيلي
أندريا مولينيلي (بالإيطالية: Andrea Molinelli)‏ (6 مايو 1993 بكاستل سان جوفاني في إيطاليا - ) هو لاعب كرة قدم إيطالي في مركز الوسط. لعب مع نادي ليفورنو ونادي سودتيرول ونادي غوبيو.

## وصلات خارجية
- أندريا مولينيلي على موقع قاعدة بيانات كرة القدم.إي يو (الإنجليزية)
- أندريا مولينيلي على موقع AS.com (الإسبانية)